# Psila kaszabi
Psila kaszabi är en tvåvingeart som beskrevs av Soos 1974. Psila kaszabi ingår i släktet Psila och familjen rotflugor.
Artens utbredningsområde är Mongoliet. Inga underarter finns listade i Catalogue of Life.